# Душевіна Віра Євгенівна
Віра Душевіна (нар. 6 жовтня 1986) — колишня російська тенісистка. Найвища позиція в одиночному рейтингу — 31, досягнута 4 липня 2005.

## Важливі фінали

### Фінали Premier Mandatory/Premier 5

#### Парний розряд: 1 (1 поразка)
| Результат | Рік  | Турнір             | Покриття | Партнер               | Опоненти             | Рахунок  |
| --------- | ---- | ------------------ | -------- | --------------------- | -------------------- | -------- |
| Поразка   | 2013 | China Open (теніс) | Тверде   | Аранча Парра Сантонха | Кара Блек Саня Мірза | 2–6, 2–6 |

## Фінали турнірів WTA

### Одиночний розряд: 4 (1 титул, 3 поразки)
| Перемога — Легенда                           |
| -------------------------------------------- |
| Турніри Великого шолома (0–0)                |
| Турніри WTA Tour (0–0)                       |
| Tier I / Premier Mandatory & Premier 5 (0–0) |
| Tier II / Premier (0–1)                      |
| Tier III, IV & V / International (1–2)       |

| Титули за покриттям |
| ------------------- |
| Тверде (1–2)        |
| Ґрунт (0–0)         |
| Трава (0–1)         |
| Килим (0–0)         |

| Результат | Ранг | Дата           | Турнір                               | Покриття   | Опонент in final   | Рахунок  |
| --------- | ---- | -------------- | ------------------------------------ | ---------- | ------------------ | -------- |
| Поразка   | 1.   | 18 червня 2005 | Eastbourne International, Eastbourne | Трава      | Кім Клейстерс      | 5–7, 0–6 |
| Поразка   | 2.   | 30 липня 2007  | Nordea Nordic Light Open, Stockholm  | Тверде (i) | Агнешка Радванська | 1–6, 1–6 |
| Поразка   | 3.   | 3 серпня 2008  | Nordea Nordic Light Open, Stockholm  | Тверде     | Каролін Возняцкі   | 0–6, 2–6 |
| Перемога  | 1.   | 2 серпня 2009  | Istanbul Cup, Istanbul               | Тверде     | Луціє Градецька    | 6–0, 6–1 |

### Парний розряд: 11 (2 титули, 9 поразки)
| Перемога — Легенда                           |
| -------------------------------------------- |
| Турніри Великого шолома (0–0)                |
| Турніри WTA Tour (0–0)                       |
| Tier I / Premier Mandatory & Premier 5 (0–1) |
| Tier II / Premier (1–2)                      |
| Tier III, IV & V / International (1–6)       |

| Титули за покриттям |
| ------------------- |
| Тверде (0–8)        |
| Ґрунт (1–0)         |
| Трава (0–0)         |
| Килим (0–0)         |

| Результат | Ранг | Дата            | Турнір                                        | Покриття   | Партнер                   | Опонент in final                                | Рахунок          |
| --------- | ---- | --------------- | --------------------------------------------- | ---------- | ------------------------- | ----------------------------------------------- | ---------------- |
| Перемога  | 1.   | 30 квітня 2007  | Warsaw Open, Warsaw                           | Ґрунт      | Перебийніс Тетяна Юріївна | Лиховцева Олена Олександрівна Олена Весніна     | 7–5, 3–6, [10–2] |
| Поразка   | 1.   | 27 липня 2008   | Banka Koper Slovenia Open, Portorož           | Тверде     | Катерина Макарова         | Анабель Медіна Гаррігес Вірхінія Руано Паскуаль | 4–6, 1–6         |
| Поразка   | 2.   | 22 вересня 2008 | Hansol Korea Open Tennis Championships, Seoul | Тверде     | Кириленко Марія Юріївна   | Чжуан Цзяжун Сє Шувей                           | 3–6, 0–6         |
| Поразка   | 3.   | 20 жовтня 2008  | BGL Luxembourg Open, Люксембург City          | Тверде     | Марія Коритцева           | Сорана Кирстя Марина Еракович                   | 6–2, 3–6, [8–10] |
| Поразка   | 4.   | 13 лютого 2011  | Open GDF Suez, Paris                          | Тверде (i) | Катерина Макарова         | Бетані Маттек-Сендс Meghann Shaughnessy         | 4–6, 2–6         |
| Поразка   | 5.   | 25 вересня 2011 | Hansol Korea Open Tennis Championships, Seoul | Тверде     | Галина Воскобоєва         | Natalie Grandin Владіміра Угліржова             | 6–7(5–7), 4–6    |
| Поразка   | 6.   | 25 лютого 2012  | Cellular South Cup, Memphis                   | Тверде (i) | Ольга Говорцова           | Андреа Сестіні Главачкова Луціє Градецька       | 3–6, 4–6         |
| Перемога  | 2.   | 3 серпня 2013   | Washington Open, Washington, D.C.             | Тверде     | Аояма Сюко                | Ежені Бушар Taylor Townsend                     | 6–3, 6–3         |
| Поразка   | 7.   | 5 жовтня 2013   | China Open (теніс), Beijing                   | Тверде     | Аранча Парра Сантонха     | Кара Блек Саня Мірза                            | 2–6, 2–6         |
| Поразка   | 8.   | 3 жовтня 2015   | Tashkent Open, Tashkent                       | Тверде     | Катержина Сінякова        | Гаспарян Маргарита Меликівна Олександра Панова  | 1–6, 6–3, [3–10] |
| Поразка   | 9.   | 14 лютого 2016  | St. Petersburg Ladies' Trophy, St. Petersburg | Тверде (i) | Барбора Крейчикова        | Мартіна Хінгіс Саня Мірза                       | 3–6, 1–6         |

## Досягнення в турнірах Великого шолома

### Одиночний розряд
| Турнір                                 | 2003 | 2004 | 2005 | 2006 | 2007 | 2008 | 2009 | 2010 | 2011 | 2012 | 2013 | 2013 | 2015 | 2016 | W–L   |
| -------------------------------------- | ---- | ---- | ---- | ---- | ---- | ---- | ---- | ---- | ---- | ---- | ---- | ---- | ---- | ---- | ----- |
| Відкритий чемпіонат Австралії з тенісу | A    | 2р   | 4р   | 1р   | 1р   | A    | 1р   | 1р   | 2р   | 1р   | 1р   | Q3   | A    | Q2   | 5–9   |
| Відкритий чемпіонат Франції з тенісу   | A    | 2р   | 1р   | 2р   | 2р   | 1р   | 1р   | 1р   | 2р   | 1р   | Q    | Q    | Q    |      | 4–9   |
| Вімблдонський турнір                   | LQ   | 1р   | 1р   | 1р   | 2р   | 2р   | 2р   | 2р   | 1р   | 1р   | LQ   | Q1   | A    |      | 4–9   |
| Відкритий чемпіонат США з тенісу       | 1р   | 3р   | 2р   | 1р   | 3р   | 1р   | 1р   | 1р   | 2р   | 2р   | 1р   | A    | A    |      | 7–11  |
| Перемоги-Поразки                       | 0–1  | 4–4  | 4–4  | 1–4  | 4–4  | 1–3  | 1–4  | 1–4  | 3–4  | 1–4  | 0–2  | 0–0  | 0–0  |      | 20–38 |

### Парний розряд
| Турнір                                 | 2005 | 2006 | 2007 | 2008 | 2009 | 2010 | 2011 | 2012 | 2013 | 2013 | 2015 | 2016 | W–L   |
| -------------------------------------- | ---- | ---- | ---- | ---- | ---- | ---- | ---- | ---- | ---- | ---- | ---- | ---- | ----- |
| Відкритий чемпіонат Австралії з тенісу | A    | 1R   | A    | A    | 2R   | 3R   | 1R   | 2R   | 2R   | 3R   | A    | 1R   | 7–8   |
| Відкритий чемпіонат Франції з тенісу   | 2R   | 1R   | 3R   | 1R   | 3R   | 2R   | 1R   | 2R   | 1R   | 2R   | 1R   | 1R   | 8–12  |
| Вімблдонський турнір                   | ЧФ   | 2R   | 1R   | 2R   | 2R   | 2R   | 3R   | 1R   | 1R   | 2R   | 2R   | К1р  | 11–11 |
| Відкритий чемпіонат США з тенісу       | 2R   | 1R   | 2R   | 2R   | 2R   | 1R   | 2R   | 2R   | 1R   | A    | A    | A    | 6–9   |
| Перемоги-Поразки                       | 5–3  | 1–4  | 3–3  | 2–3  | 5–4  | 4–4  | 3–4  | 3–4  | 1–4  | 4–3  | 1–2  | 0–2  | 32–40 |